# Rosa 'Queen Elizabeth'
'Queen Elizabeth' (el nombre del obtención registrado de 'The Queen Elizabeth Rose'® ), es un cultivar de rosa que fue conseguido en California en 1954 por el rosalista estadounidense Lammerts.

## Descripción
'Queen Elizabeth' es una rosa moderna cultivar del grupo Grandiflora.
El cultivar procede del cruce de 'Charlotte Armstrong' x 'Floradora'.
Las formas arbustivas del cultivar tienen porte erguido y alcanza de 150 a 305 cm de alto con 75 a 90 cm de ancho. Las hojas son de color verde oscuro y brillante.
Sus delicadas flores de color rosa profundo. Fragancia moderada. Rosa de diámetro medio de 4". Grandes, completos. La flor con forma amplia, muy doble de 38 a 40 pétalos, generalmente en flor solitaria. En pequeños grupos, capullos altos centrados, floración en forma de copa. 
Florece en oleadas a lo largo de la temporada. Primavera o verano son las épocas de máxima floración, si se le hacen podas más tarde tiene después floraciones dispersas. Bajo la presidencia de John F. Kennedy, fue una de las elegidas para formar parte del renovado Jardín de rosas de la Casa Blanca.

## Origen
El cultivar fue desarrollado en California por el prolífico rosalista estadounidense Lammerts en 1954. 'Queen Elizabeth' es una rosa híbrida diploide con ascendentes parentales de 'Charlotte Armstrong' x 'Floradora'.
El obtentor fue registrado bajo el nombre cultivar de 'The Queen Elizabeth Rose'® por Lammerts en 1954 y se le dio el nombre comercial de exhibición 'Queen Elizabeth'™.
También se le reconoce por los sinónimos de 'The Queen Elizabeth Rose' y 'Queen of England '.
- La rosa fue creada por Lammerts en Armstrong Nurseries, California antes de 1954 e introducida en el resto de los Estados Unidos por "Germain's (Germain Seed & Plant Co.)" en 1954 como 'Queen Elizabeth'.[1]
- La rosa 'Queen Elizabeth' fue introducida en Estados Unidos con la patente "United States - Patent No: PP 1,259 on 23 Feb 1954".[1]

La reina Isabel II de Reino Unido (Queen Elizabeth II) nacida como Elizabeth Alexandra Mary el 21 de abril de 1926. Esta rosa conmemoró su ascensión al trono en 1952.

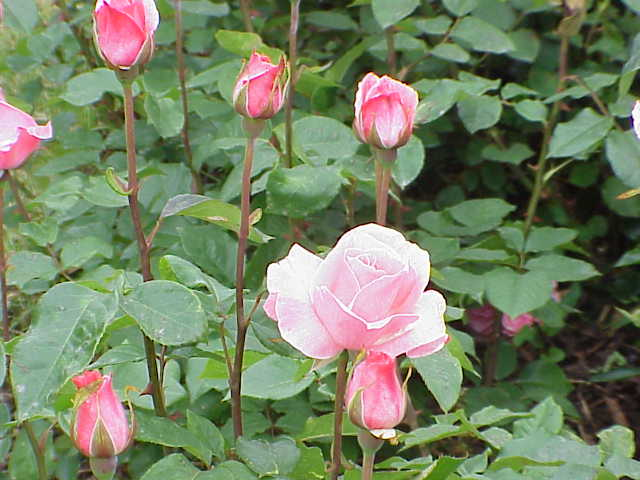
Capullos de la Rosa 'Queen Elizabeth'
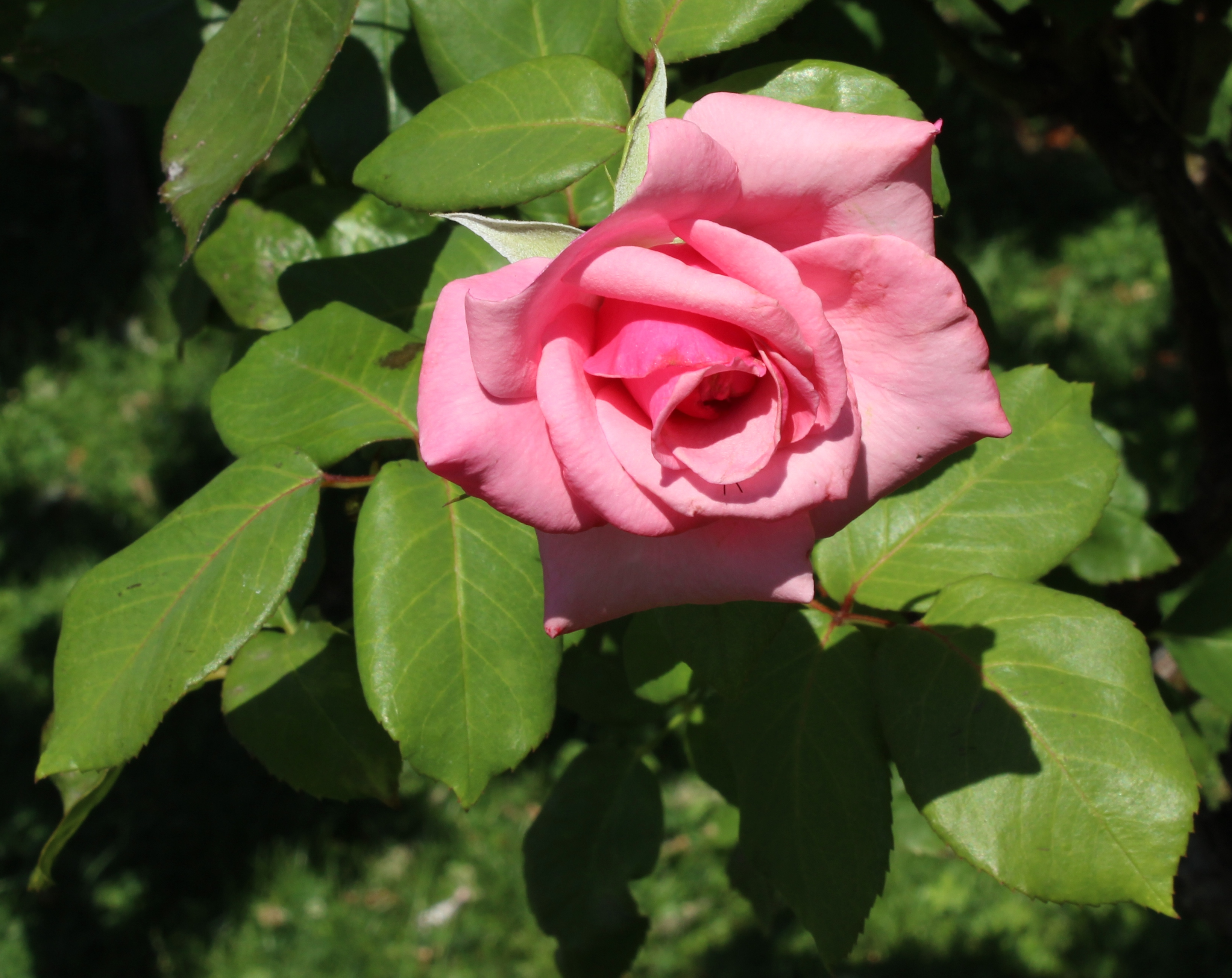
Rosa 'Queen Elizabeth'
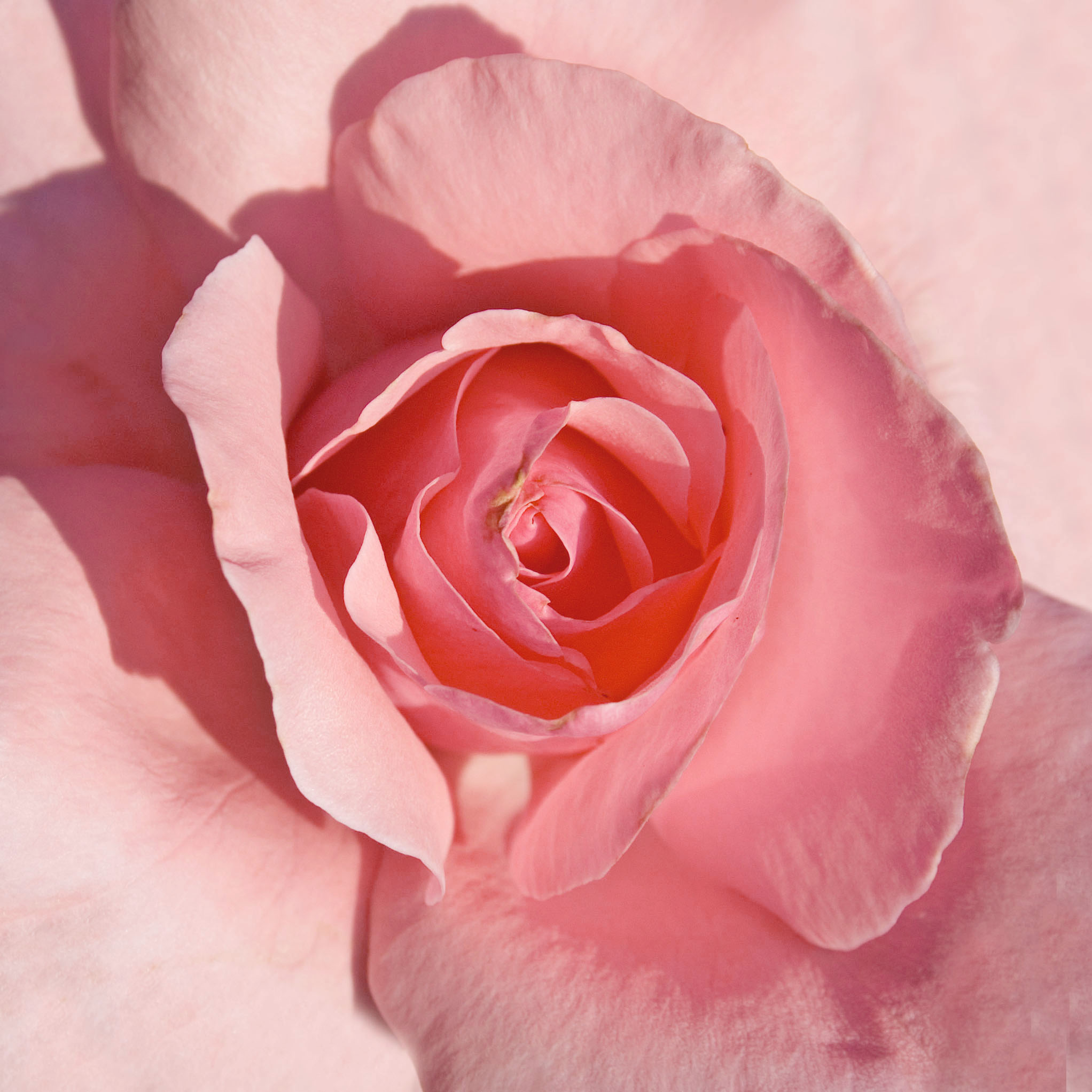
'Queen Elizabeth'
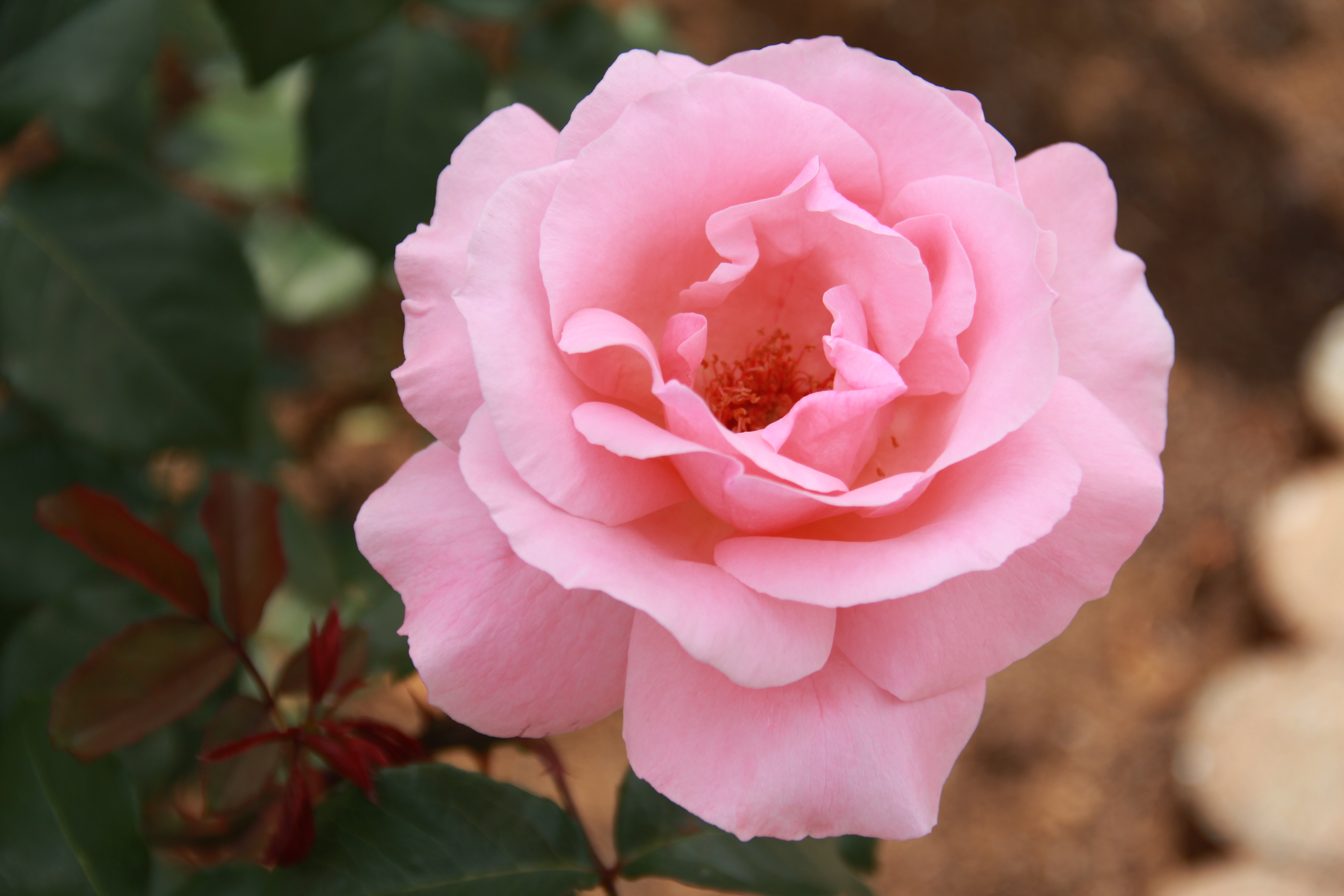
'Queen Elizabeth'

## Premios y galardones
- Portland Gold Medal 1954
- All-America Rose Selections 1955
- RNRS Gold Medal 1955
- PIT President's International Trophy (Gran Bretaña) 1955
- Gertrude M. Hubbard Gold Medal 1957
- The Hague Gold Medal 1957
- ARS National Gold Medal Certificate 1960
- World's Favourite Roses (Otorgado en 1979)

## Cultivo
Aunque las plantas están generalmente libres de enfermedades, es posible que sufran de punto negro en climas más húmedos o en situaciones donde la circulación de aire es limitada.
Las plantas toleran la sombra, a pesar de que se desarrollan mejor a pleno sol. En América del Norte son capaces de ser cultivadas en USDA Hardiness Zones 5b a 9b. La resistencia y la popularidad de la variedad han visto generalizado su uso en cultivos en todo el mundo.
Puede ser utilizado para las flores cortadas, jardín o columnas. Vigorosa. En la poda de Primavera es conveniente retirar las cañas viejas y madera muerta o enferma y recortar cañas que se cruzan. En climas más cálidos, recortar las cañas que quedan en alrededor de un tercio. En las zonas más frías, probablemente hay que podar un poco más que eso. Requiere protección contra la congelación de las heladas invernales.

## Obtencionesyvariedadesderivadas
Debido a las características deseables de la rosa 'Queen Elizabeth', se ha utilizado como ascendente parental en cruces con otras variedades para conseguir híbridos obtentores de nuevas rosas, así:

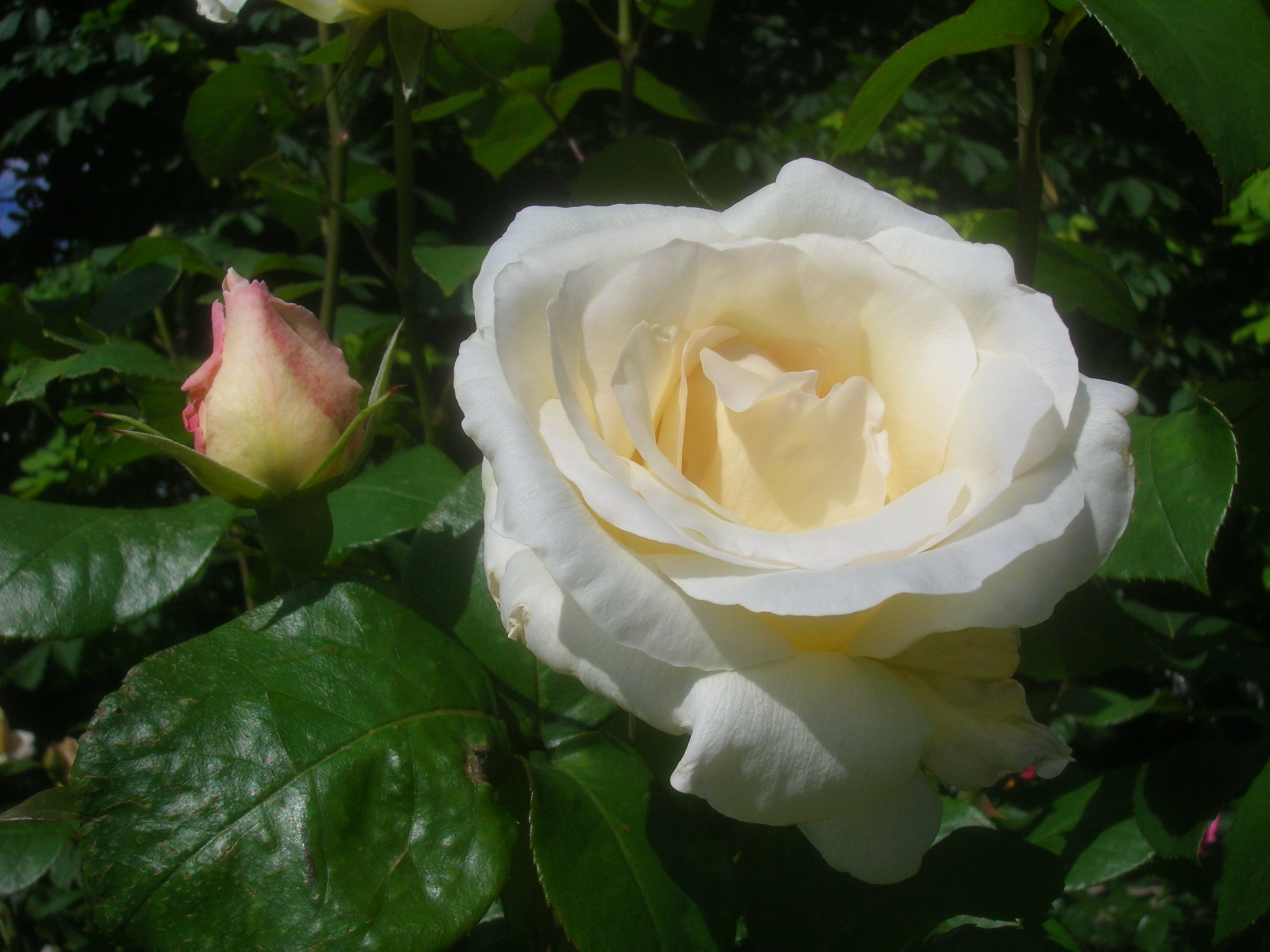
'Pascali', Lens 1963. Rosa híbrido de cruce con ascendentes parentales de 'Queen Elizabeth' x 'White Butterfly'.
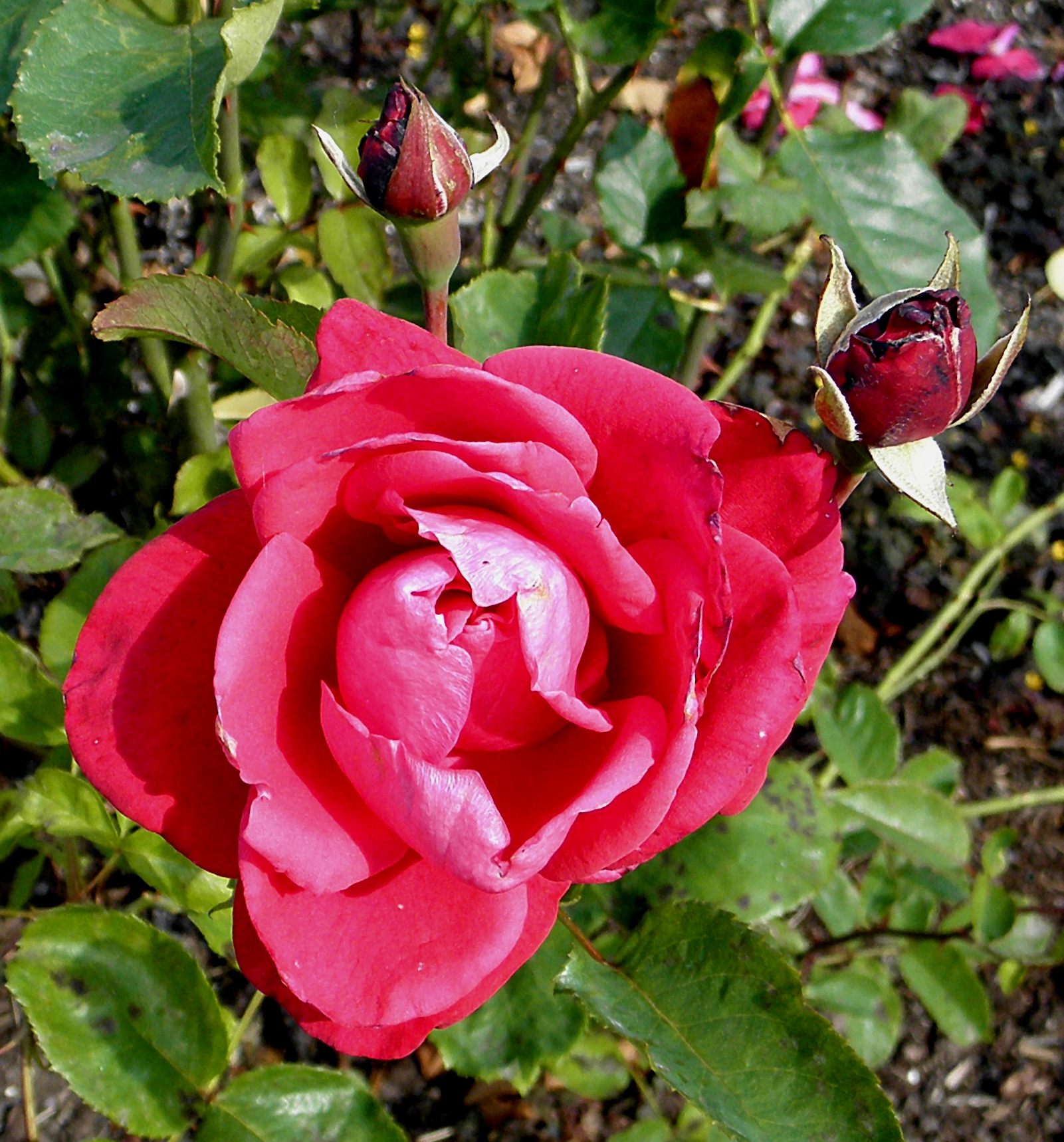
'Lotte Günthart', Armstrong 1964. Rosa híbrido de cruce con ascendentes parentales de 'Queen Elizabeth' x 'Bravo'.
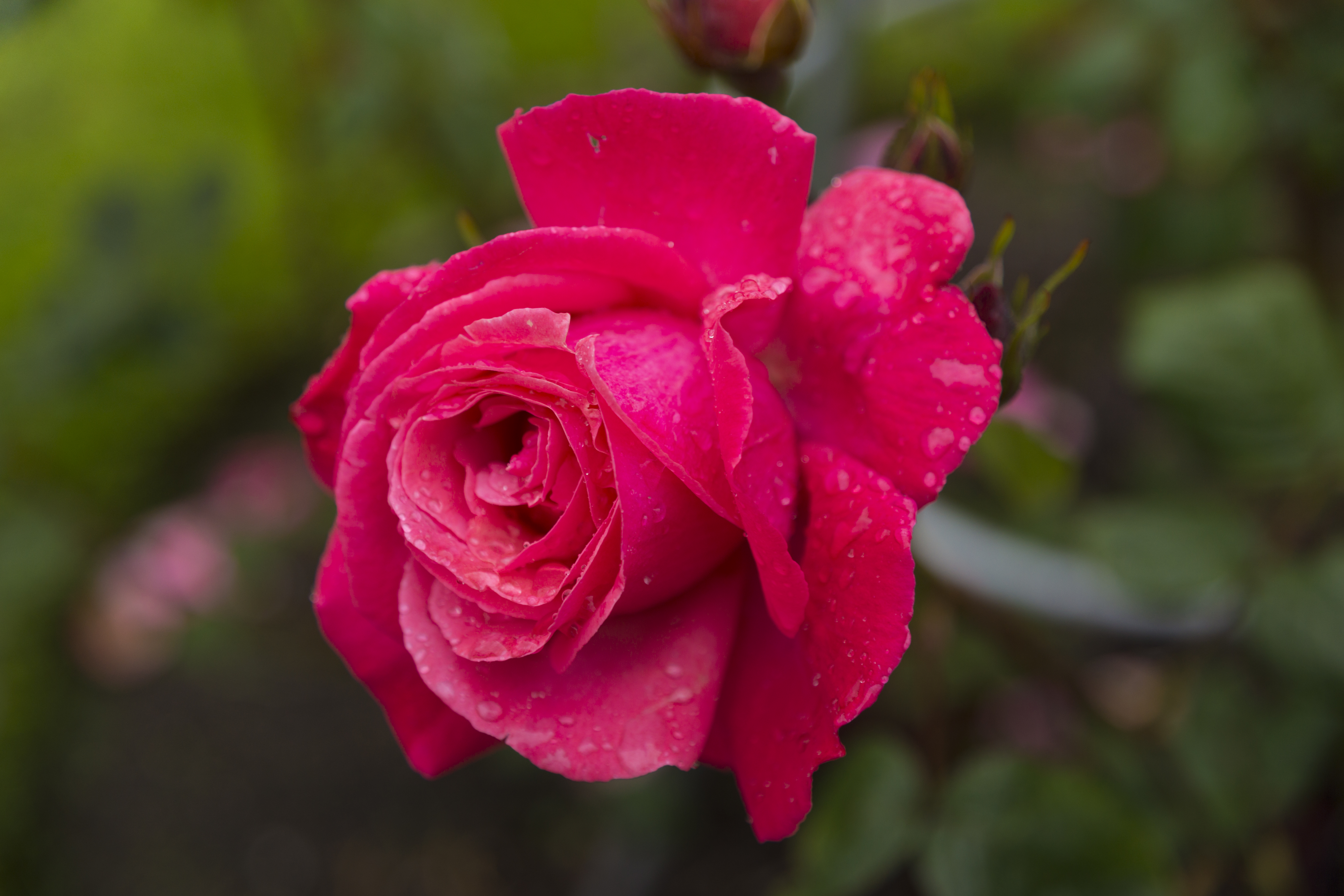
'Galway Bay', McGredy 1966. Rosa híbrido de cruce con ascendentes parentales de 'Heidelberg' x 'Queen Elizabeth'.
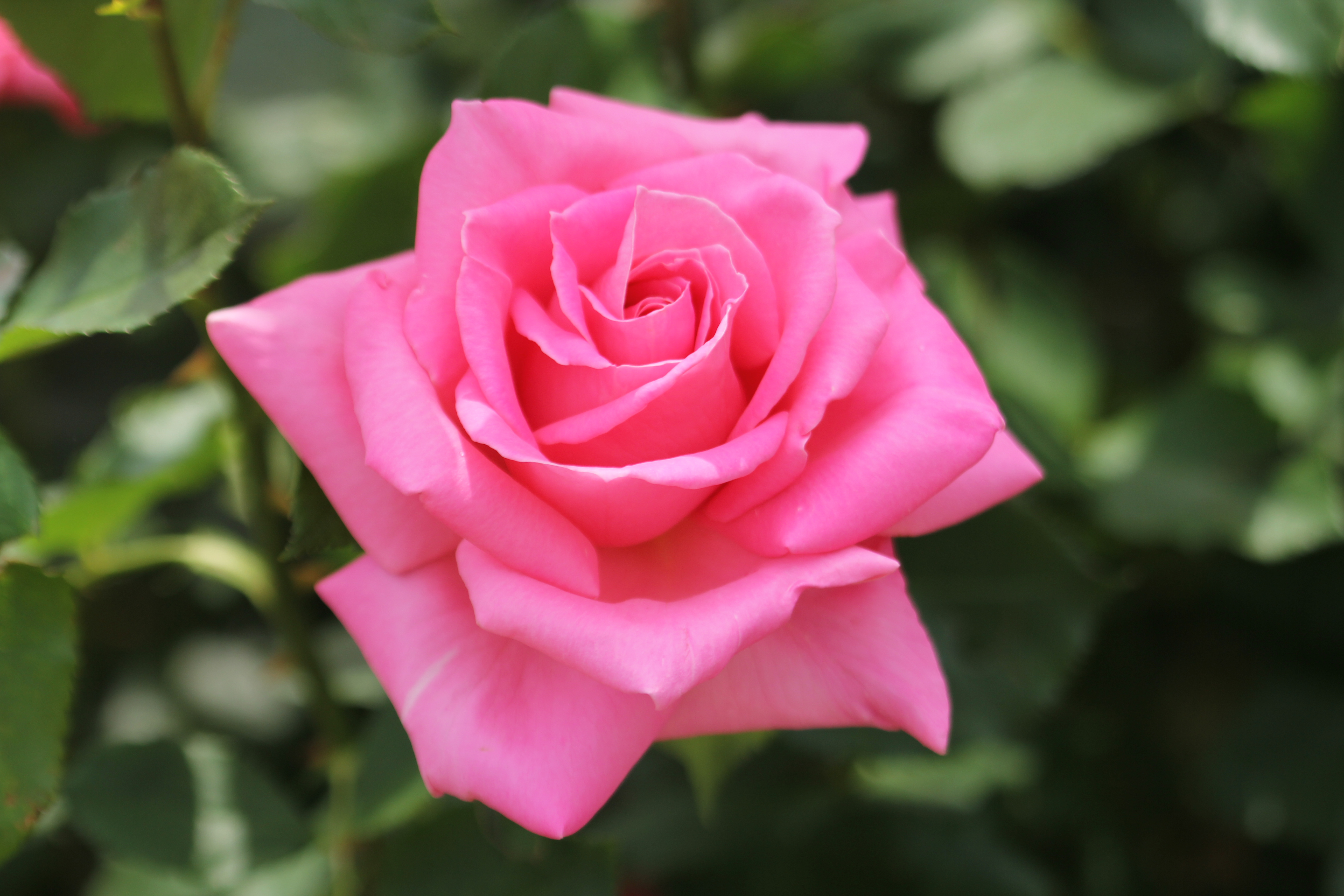
'Princess Margaret', Meilland 1968. Rosa híbrido de cruce con ascendentes parentales de Semillas: 'Queen Elizabeth' y Polen: 'Peace' x 'Michèle Meilland'.
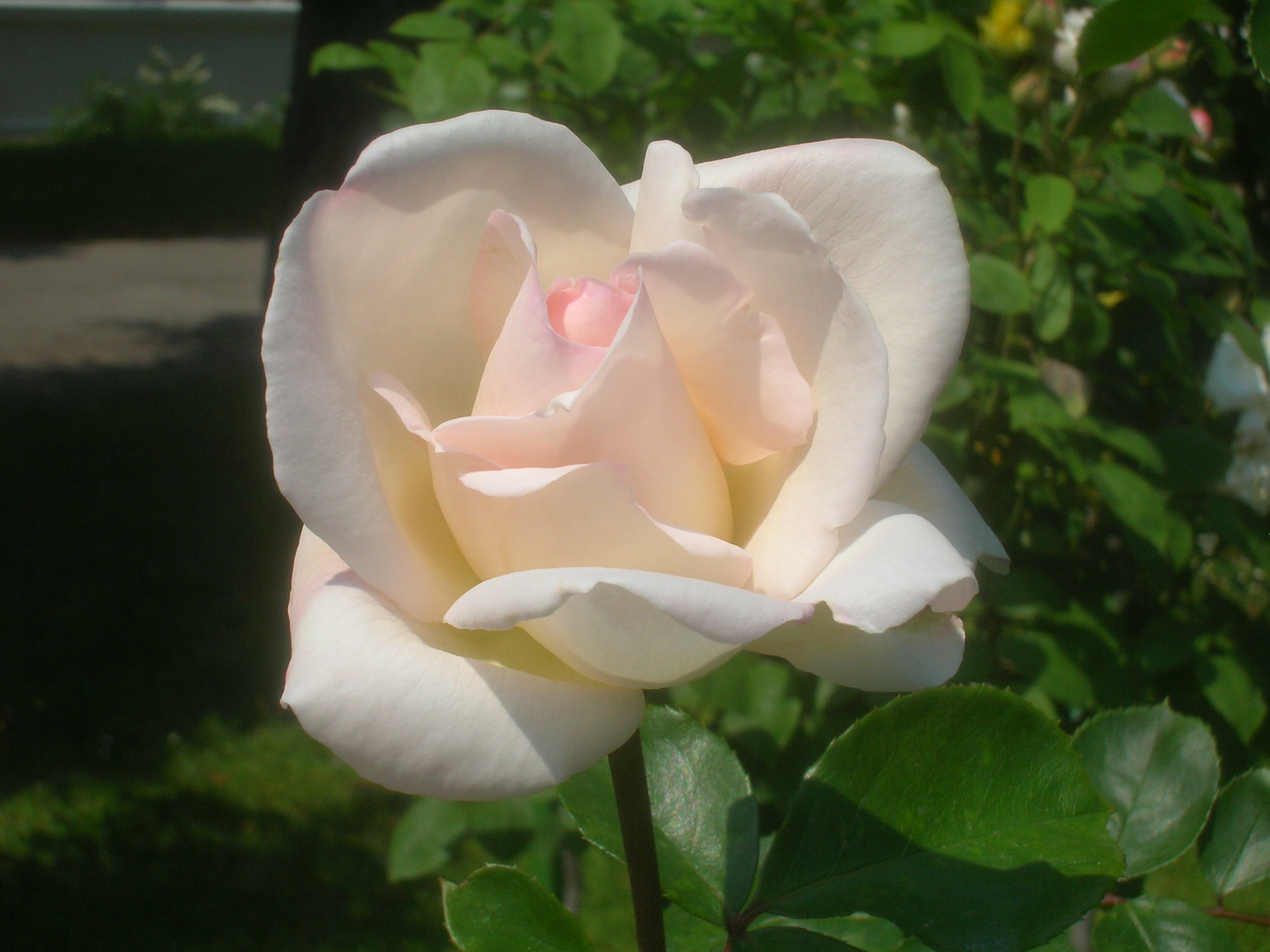
Femme', Delbard 1970. Rosa híbrido de cruce con ascendentes parentales de Semillas: 'Gloire de Rome' x 'Bayadère' y Polen: 'Queen Elizabeth' x 'Provence'.
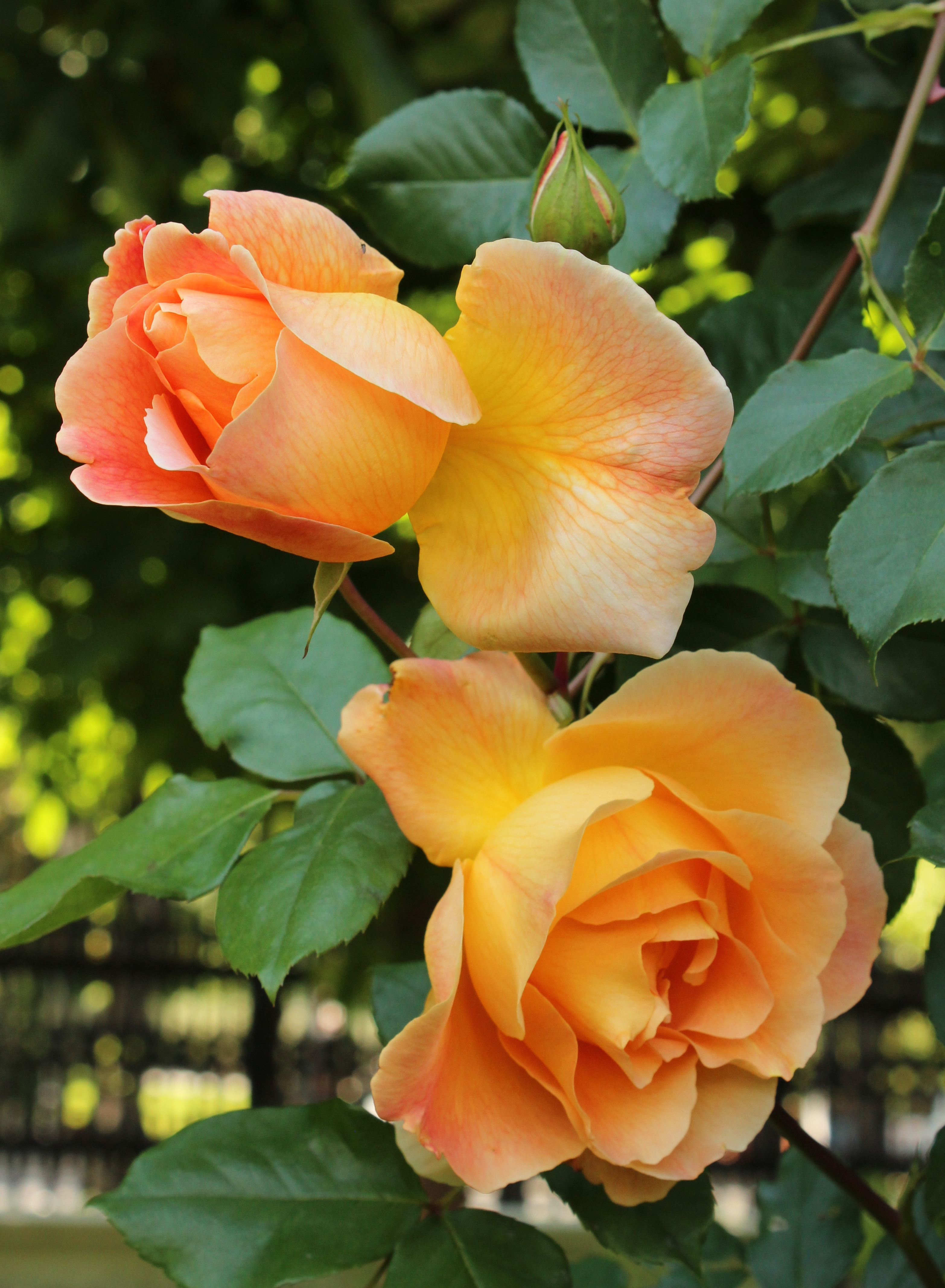
'Puerta del Sol', Delbard 1971. Rosa híbrido de cruce con ascendentes parentales de Semillas: 'Queen Elizabeth' x 'Provence' y Polen: 'Michèle Meilland' x 'Bayadère'.
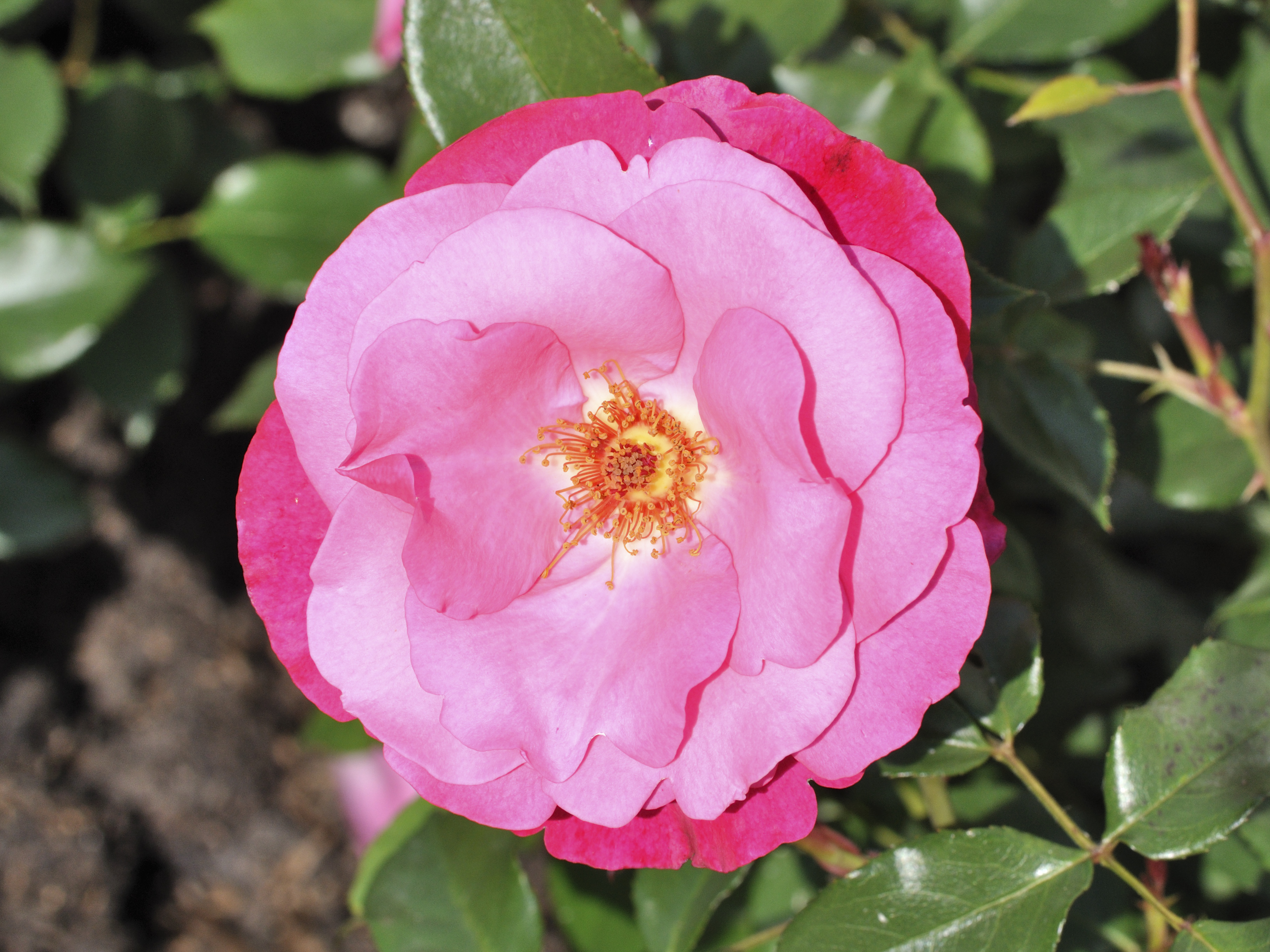
'Dolly', Poulsen 1973. Rosa híbrido de cruce con ascendentes parentales de Semillas: 'Nordia' x 'Queen Elizabeth' y Polen: planta de semillero x 'Mischief'.
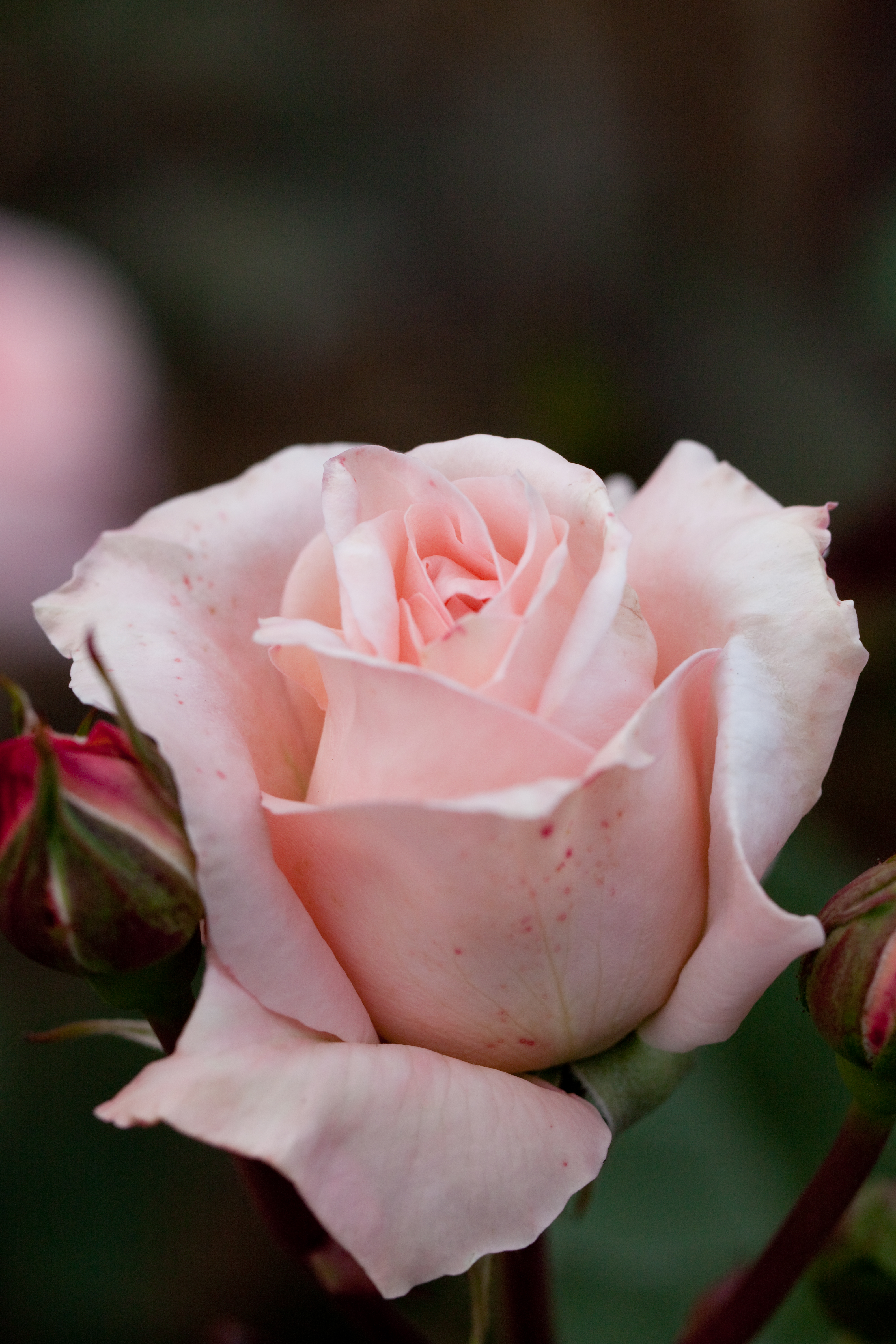
'Mimollet', Ota 1975. Rosa híbrido de cruce con ascendentes parentales de 'Queen Elizabeth' x 'Ethel Sanday' x 'Zambra'.
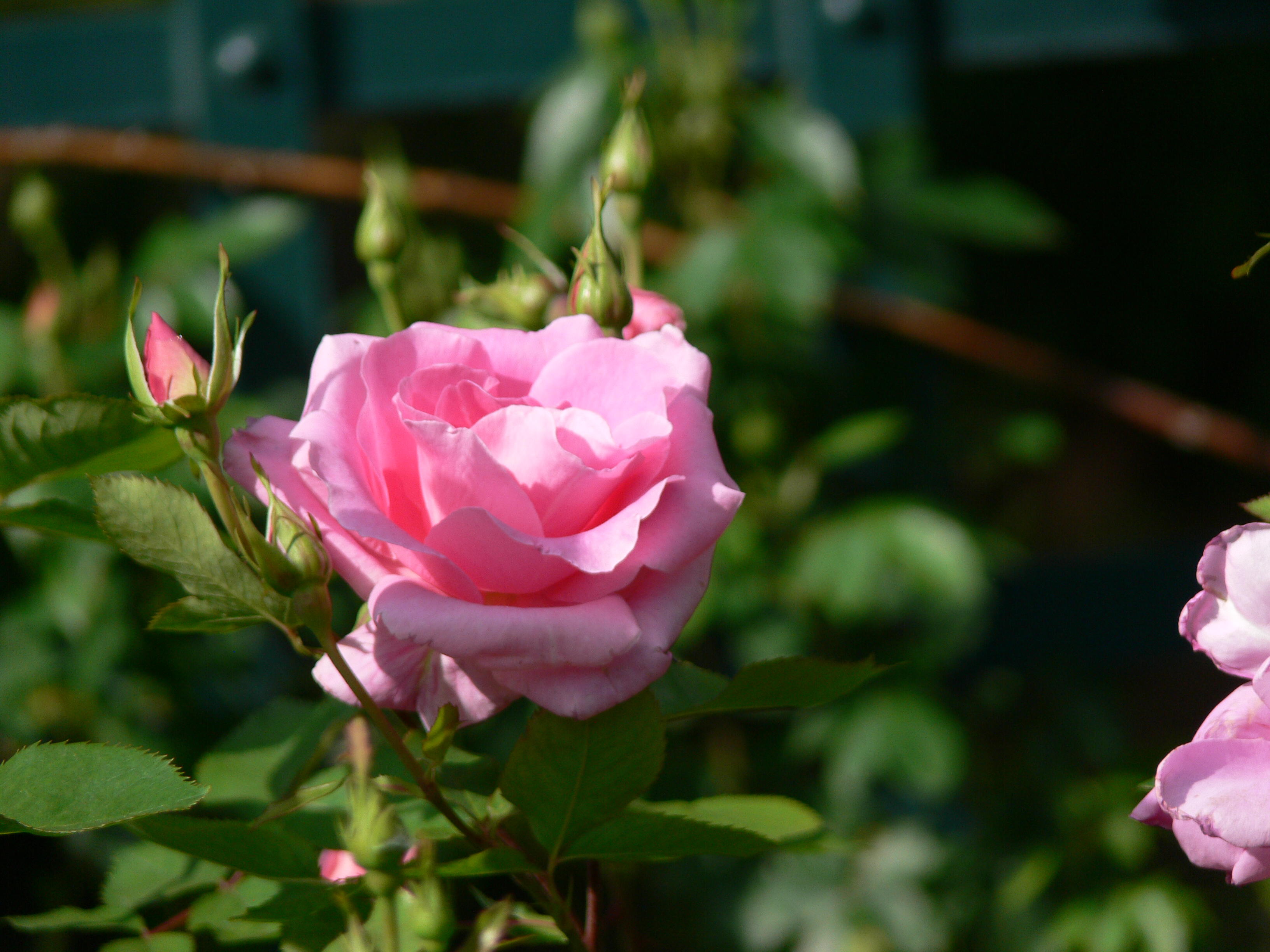
'Carefree Beauty', Buck 1977. Rosa híbrido de cruce con ascendentes parentales de Semillas: [ ('Dean Collins' x 'Queen Elizabeth') x ('Independence' x 'Improved Lafayette') ] y Polen: 'Prairie Princess'.
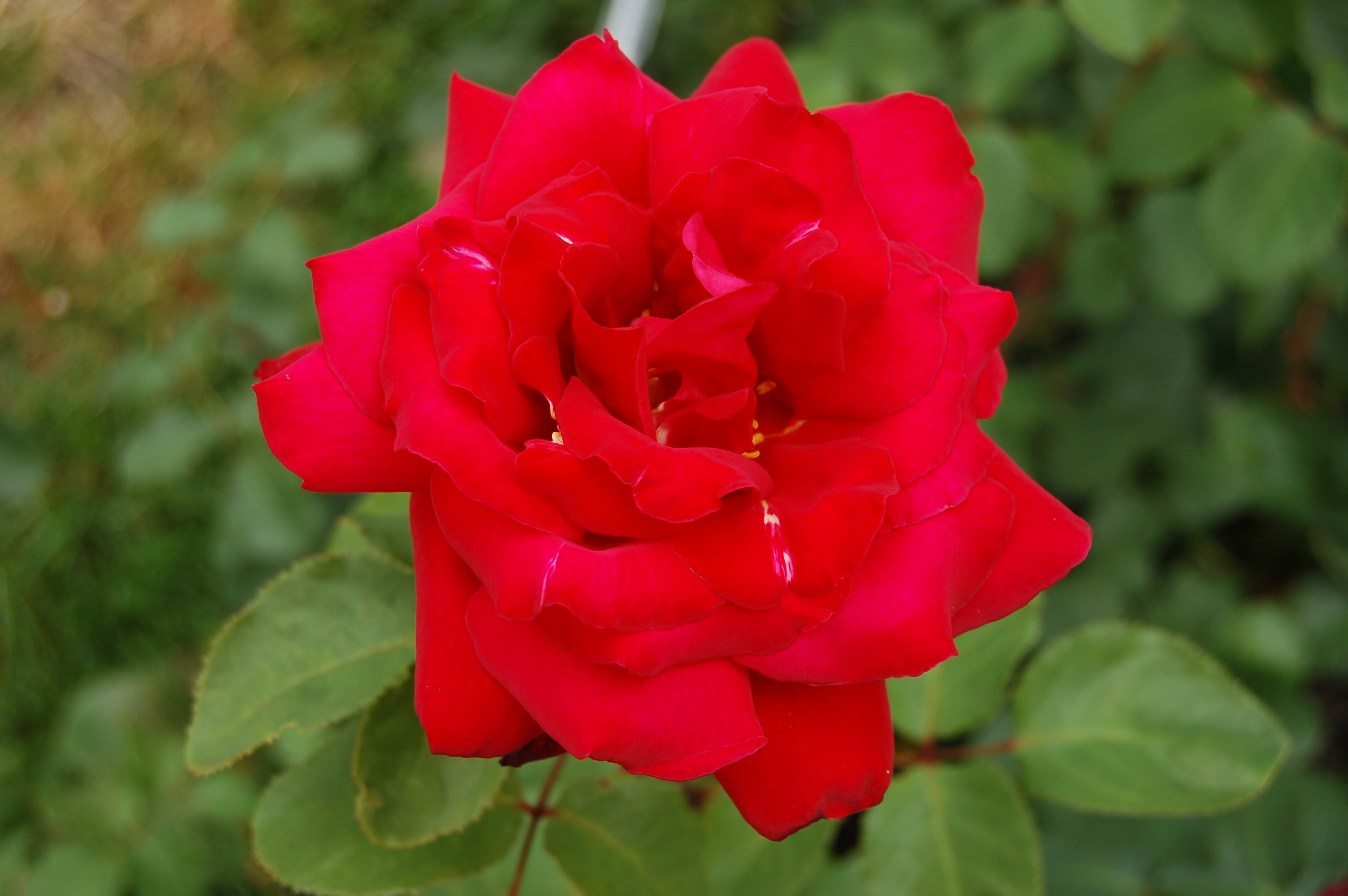
'Hidalgo', Meilland 1979. Rosa híbrido de cruce con ascendentes parentales de Semillas: 'Queen Elizabeth' x 'Karl Herbst' x ('Lady' x 'Pharaoh') y Polen: 'Papa Meilland' ® x 'Papa Meilland' ®.
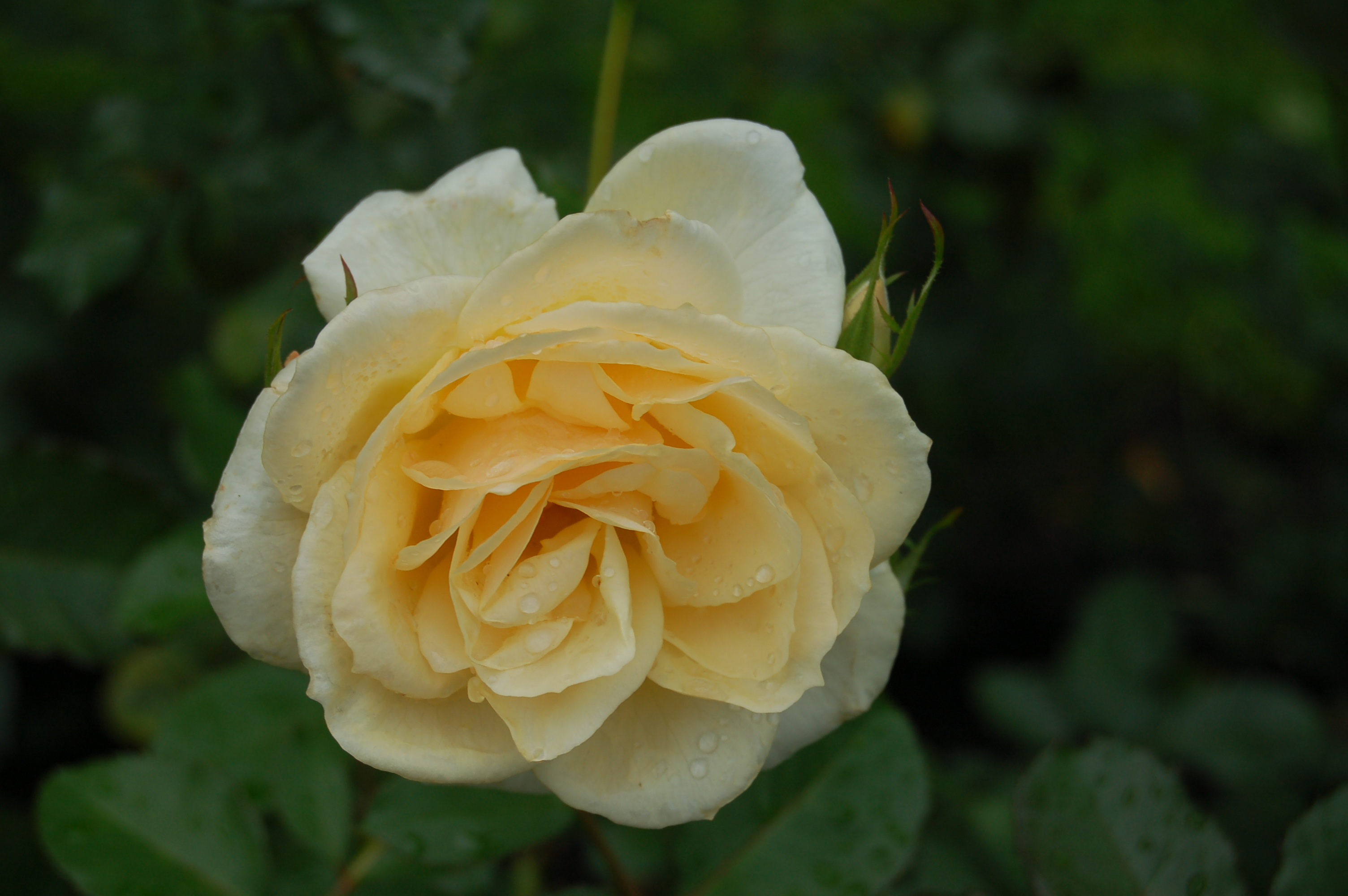
'Rustica', Meilland 1979. Rosa híbrido de cruce con ascendentes parentales de ('Queen Elizabeth' x planta de semillero) x 'Sweet Promise'.
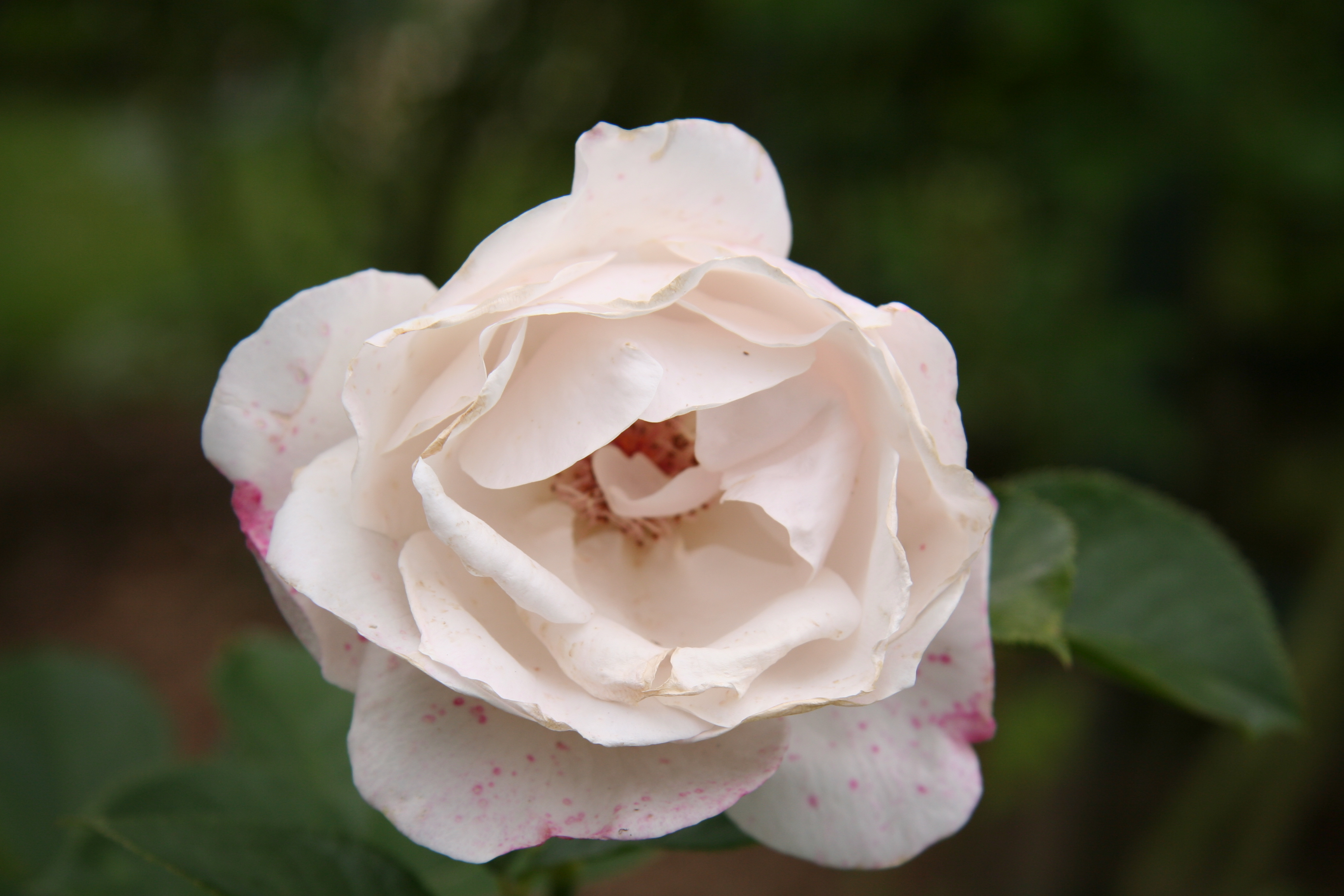
'Marie-Louise Velge', RVS 1991. Rosa híbrido de cruce con ascendentes parentales de 'Queen Elizabeth' x 'Frederic Chopin'.